# Lecteria (Lecteria) acanthostyla
Lecteria (Lecteria) acanthostyla is een tweevleugelige uit de familie steltmuggen (Limoniidae). De soort komt voor in het Neotropisch gebied.